# Hospitales en el Virreinato de Nueva España
Ante el auge del cristianismo, resultado de la conquista de diferentes pueblos mesoamericanos por los españoles se crearon los hospitales de la Nueva España. Durante los siglos XVI y XIX se lograron construir una gran cantidad de hospitales, los primeros con iniciativas laicas y religiosas puestas en marcha por individuos y colectivos. 

## Antecedentes
En los antiguos pueblos mesoamericanos, existían sangrientos ritos donde los sacerdotes  ofrecían a sus Dioses sacrificios significativos de adultos y niños, de diferentes miembros del cuerpo en particular de su corazón.
Hasta entonces lo más cercano que podía encontrarse a un centro curativo eran los recintos en donde sacerdotes, brujas y curanderos realizaban pócimas con remedios naturales, en su gran mayoría efectivas para sanar a los enfermos. Sin embargo, gran parte de la población concebía pensamientos erróneos acerca del padecimiento de enfermedades como un castigo divino recaído por sus antepasados o faltas cometidas.
La llegada de Hernán Cortés fue la confirmación de una de las profecías de las leyendas antiguas que dictaba el regreso de “Topiltzin”, un sacerdote expulsado de Tollan que se oponía a la práctica del sacrificio humano y al mismo tiempo promovía la caridad a través del cuidado de los pobres, enfermos, inválidos o viejos. Posteriormente se conocerían como casas de Hospicio generándose así el concepto de hospitales.

## Primeros hospitales

### Hospital de Jesús
El Hospital de Jesús, en la Ciudad de México, fue el primer hospital europeo de Nueva España. Establecido en 1521, después de la conquista, como un proyecto personal. Lo llamó “La Limpia Concepción de Nuestra Señora” y fue atendido por la orden hospitalaria de San Juan de Dios. El establecimiento prestó servicio a multitud de personas, sin distinción entre los españoles, indígenas y castas. Los servicios prestados son incalculables debido a los grandes casos que se presentaban por epidemias o pestes. Su manutención era principalmente por medio de limosnas hasta que en 1547 después del fallecimiento de Cortés, se financió con la renta de sus inmuebles en la Ciudad de México, disposición que estipuló en una cláusula testamentaria de la siguiente maneraː Para los gastos de la obra del dicho hospital señaló especialmente la renta de las tiendas y casas que yo tengo en la dicha Ciudad de México. Este acto acrecentó la obra hospitalaria en la Nueva España. Fue testigo del ejercicio de los médicos Pedro López, Cristóbal de Ojeda y Diego Pedraza, primeros en entrar a México y ejercer.
Posteriormente el hospital fue conocido con el nombre “Hospital del Marqués” y después por el de “Jesús Nazareno.” En la actualidad sigue funcionando. Está ubicado en el Centro histórico de la Ciudad de México, en la esquina que hacen la Avenida Veinte de Noviembre y la calle de San Salvador. Es conocido como “Hospital de Jesús” y en su capilla descansan los restos del conquistador Hernán Cortés.

### Hospital de San Lázaro
Fundado entre 1521 y 1524 por el Doctor Pedro López e iniciativa de Hernán Cortes. Fue el primer hospital dedicado a los leprosos sin distinción alguna, inspirado en el amor a Dios. Se estableció en las fronteras de la Ciudad de México, actualmente la delegación Venustiano Carranza, debido a la atención que requerían los enfermos, pero sobre todo para mantenerlos lejos del resto de la sociedad y evitar el contagio. Se encontraba anexo a la ermita de la Tlaxpana, que posteriormente fue cerrado por orden del Oidor Nuño de Guzmán en 1528.

### Hospital Real de Saint Joseph de los Naturales u Hospital Real de los Naturales
Fundado por Fray Pedro de Gante, en unión de otros franciscanos, dirigido exclusivamente a los indígenas. Funcionó desde 1532 y más tarde pasó a ser conocido como Hospital Real de los Naturales, el cual se consolidó en marzo de 1553, logrando alcanzar una capacidad para atender 400 pacientes indígenas. Debido a que por esa época existía una terrible epidemia de “tepitonzahuatl” o sarampión, fue un espacio abierto para toda persona que lo solicitara brindándoles hospedaje y servicios de salud. Los españoles apoyaban este proyecto con la finalidad de convertirlo en un lugar de investigaciones clínicas, dicho que dio la pauta para la realización de las primeras autopsias y, posteriormente, la creación de la Real Escuela de Cirugía con la vinculación de medicina indígena y europea que fue el inicio para el desarrollo clínico en México. En el siglo XVII tomó el nombre de Hospital Real de Naturales o Indios, estuvo en la esquina de la avenida San Juan de Letrán y Artículo 123.

### Hospital San Juan de Letrán
Fundado por el Ayuntamiento en 1535 fue el primer hospital de Puebla, apenas cuatro años después de la fundación de la ciudad, destinado exclusivamente para mujeres. En el siglo XVII el Gobernador de la Diócesis Juan Palafox y Mendoza lo clausura y funda un colegio de niños.

### Hospital del Amor a Dios
Fundado en 1541 por el obispo Fray Juan de Zumárraga con la finalidad de atender a los enfermos sifilíticos, principalmente sostenido por la catedral metropolitana donde los diezmos eran destinados para su sostenimiento. Funcionó hasta el siglo XVII hasta su fusión con el Hospital de San Andrés de carácter general.

### Hospital de Nuestra Señora de Belem
Fundado por el Obispo Julián Garcés y considerado como uno de los primeros hospitales fuera de la Ciudad de México ubicado en Tlaxcala, su funcionamiento se basaba en el espíritu de la caridad cristiana y fue hasta 1542 después de la muerte del obispo que pasó a ser conocido como Hospital Real de Nuestra Señora de Belem.

### Hospital de San Hipólito
En el año de 1567 Fray Bernardino Álvarez fundó en el solar anexo a la Iglesia de San Hipólito, que se encuentra actualmente en la esquina de la Avenida Hidalgo y prolongación del Paseo de la Reforma, que en un principio tenía el propósito de albergar enfermos convalecientes de los Hospitales de la Concepción y del Amor de Dios, pero también recogía menesterosos, enfermos o no, y algunos dementes, por lo cual se considera que esta es la primera institución en América destinada a alojar enfermos mentales. Fray Bernardino Álvarez, con la colaboración de la orden de los Hermanos de la Caridad, se hizo cargo de la atención de estos pacientes.

### Hospital Real de la Epifanía
Fundado en 1582 por la Cofradía del Tránsito de Nuestra Señora, también conocido como Hospital de Nuestra Señora de los Desamparados, atendía a pacientes negros, mulatos y mestizos, que deambulaban por la ciudad.  Este hospital fue construido en los terrenos conocidos como la Vieja Alhóndiga. Fue entregado a los Juaninos en 1604.

### Hospital del Nombre de Jesús
Fundado en 1584 en Valladolid por iniciativa del obispo Fray Juan de Medina, primero fue dirigido por seglares, después por los agustinos y a partir de 1704 por los Juaninos, cuando el obispo Juan de Ortega y Montañés había cedido a la institución su espléndido palacio. Se llamó entonces Hospital de San José, aun cuando el pueblo lo conocía por San Juan de Dios. 

### Hospital del Espíritu Santo
Fundado en 1600 por don Alfonso Rodríguez del Vado y su esposa, Doña Ana de Saldívar, para curar enfermos españoles: hombres y mujeres. Este hospital estuvo situado en las calles de Isabel la Católica, en el sitio que actualmente ocupa el Casino Español.

## Lista de Hospitales
En seguida se muestra una tabla con el nombre, fundador y el año de fundación de algunos Hospitales sobresalientes: 
| Nombre del Hospital                                                  | Fundador                                                  | Año de fundación |
| -------------------------------------------------------------------- | --------------------------------------------------------- | ---------------- |
| Hospital de Jesús, Ciudad de México                                  | Hernán Cortés                                             | 1521-24          |
| Hospital de Bethlem, Perote Veracruz                                 | Julián Garcés                                             | 1535             |
| San Sebastián, Chiautla Puebla                                       | Cofradía de Indios de Chiutla                             | 1553             |
| Ntra. Sra. del Rosario, Mérida Yucatán                               | Gaspar Suárez y su mujer, Cabildo de la Ciudad            | 1562             |
| San Juan de Montesclaros, Veracruz Veracruz                          | Bernardino Álvarez                                        | 1569             |
| La Concepción, Jalapa Veracruz                                       | Bernardino Álvarez                                        | 1569-84          |
| San Roque, Puebla                                                    | Hipólitos y Particulares                                  | 1592             |
| Ntra. Sra. de la Epifanía, Ciudad de México                          | Pedro López                                               | 1582             |
| La Caridad, Durango Durango                                          | Primeros vecinos pobladores                               | 1595             |
| San Juan de Dios, Ciudad de México                                   | Juaninos                                                  | 1604             |
| Real Ntra. Sra. de Loreto, Veracruz Veracruz                         | Pedro Ronson                                              | 1610             |
| Espíritu Santo, Ciudad de México                                     | Alonso Rodríguez de Vado                                  | 1612             |
| Ntra. Sra. de la Concepción, Celaya Guanajuato                       | Juaninos                                                  | 1625             |
| Real de San Bernardo, Puebla Puebla                                  | Antonio Hernández                                         | 1626             |
| Hospital y convento de San Juan de Dios, San Juan del Río, Querétaro | Tomás Enríquez Rangel                                     | 1661             |
| San Juan de Dios, Pátzcuro Michichoacán                              | Francisco López Linzaga y hermanos                        | 1672             |
| San José o San Juan de Dios, Aguascalientes                          | Diego de Quijada                                          | 1686             |
| Limpia Concepción o San Juan de Dios, Parral, Chihuahua              | Cofrades Pardos, Antonio Eurecha                          | 1687             |
| Real del Divino Salvador del Mundo, Ciudad de México                 | José Sayagó                                               | 1687             |
| Real de San Pedro o de la Santísima Trinidad, Ciudad de México       | Cofradía de San Pedro                                     | 1689             |
| Santa Catarina Mártir, Oaxaca Oaxaca                                 | Capitán Antonio Díaz Maceda                               | 1702             |
| Ntra. Sra. de la Caridad, San Cristóbal de las Casas Chiapas         | Álvarez de Toledo                                         | 1702             |
| Ntra. Sra. de Guadalupe, Pachuca Hidalgo                             | Ayuntamiento, Alcalde, Vecinos, Oficiales Reales          | 1725             |
| Ntra. Sra. de Belem, Guanajuato Guanajuato                           | Betlemitas                                                | 1731             |
| San Juan de Dios, Tehuacán Puebla                                    | Andrés de Mesa y Hnos. Gertrudis Beristáin y los Juaninos | 1744             |
| San José de Gracia, Orizaba Veracruz                                 | Búbara de Horue                                           | 1755             |
| Real de San Rafael, San Miguel el Grande Guanajuato                  | Los Vecinos                                               | 1760             |
| Militar de San Carlos, Veracruz Veracruz                             | Joaquín de Montserrrat                                    | 1764             |
| Jesús, María y José, Veracruz Veracruz                               | Juan Antonio Ruiz de Alvarado                             | 1779             |
| San Andrés, Ciudad de México                                         | Núñez de Haro y Peralta                                   | 1779             |
| Ntra. Sra. de Guadalupe, Taxco Guerrero                              | Fernando de Mendoza                                       | 1793             |